# Muhamad al-Deajea
Muhamad al-Deajea (arapski: محمد عبدالعزيز الدعيع, Ha'il, Saudijska Arabija, 2. kolovoza 1972.) je bivši saudijsko-arabijski nogometaš. Igrao je na poziciji golmana.

## Karijera
Al-Deajea je profesionalnu karijeru započeo 1989. godine u Al-Ta'eeu za koji je igrao deset godina, 1999. prelazi u Al-Hilal gdje je igrao 11 godina da bi 2010. okončao karijeru. 

## Reprezentativna karijera
Za Nogometnu reprezentacija Saudijske Arabije al-Deajea je odigrao 178 utakmice tijekom 13-godišnje karijere. Nastupio je na četiri Svjetska prvenstva, 1994., 1998., 2002. i 2006. godine.

## Prijateljske utakmice
Veliku oproštajnu utakmicu imao je u siječnju 2012. godine na utakmici između Al-Hilal i Juventusa pred 70.000 ljudi koji su došli na stadion Kralja Fahda. Utakmica je završila 1-7 u korist Juventusa.

## Vanjske poveznice
- FIFA statistika  Arhivirana inačica izvorne stranice od 1. studenoga 2013. (Wayback Machine)